# Patrick Villas

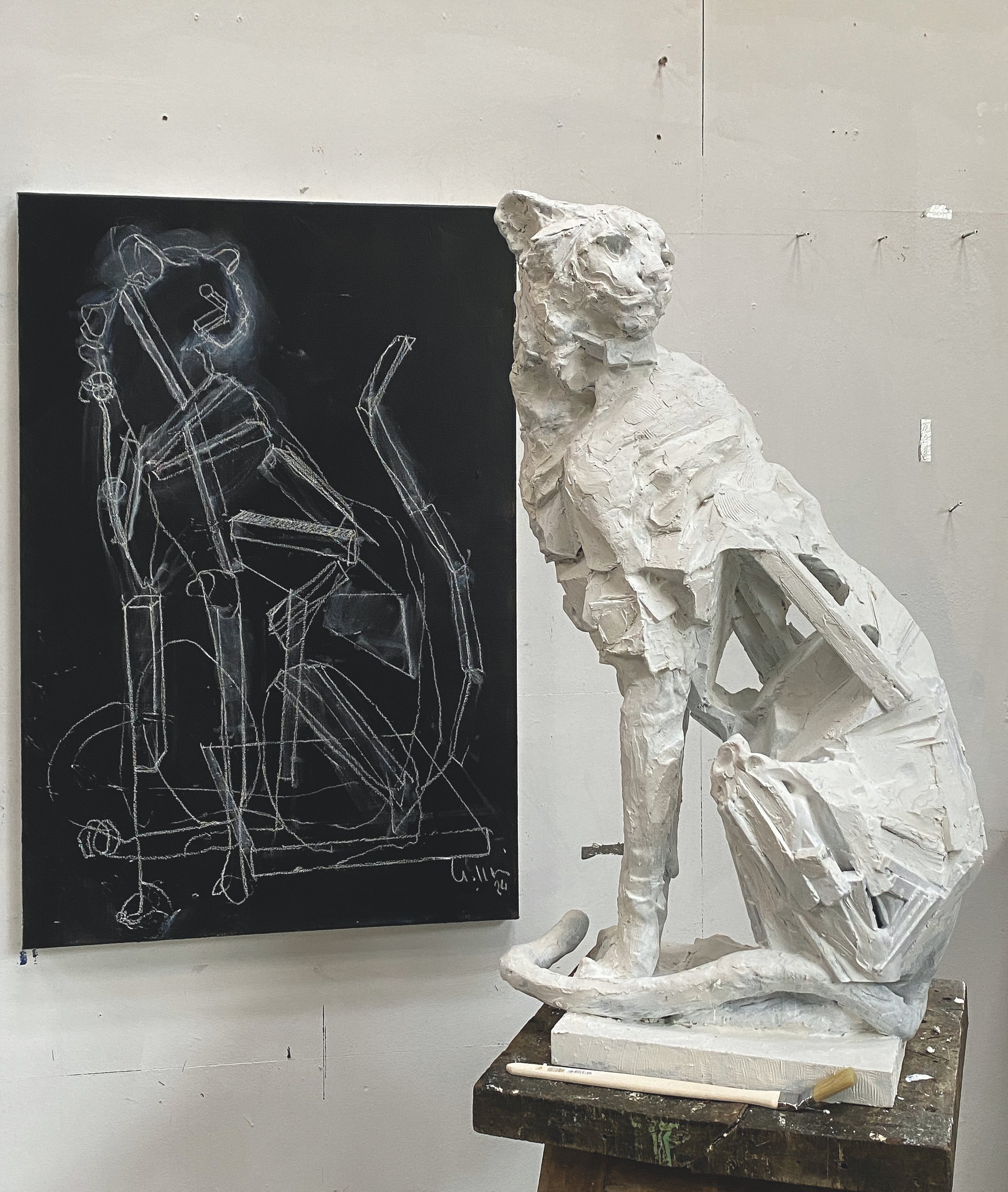
"Sitting Cheetah Linea Contemporanea" Patrick Villas - origineel in klei in het atelier van de kunstenaar (2024)

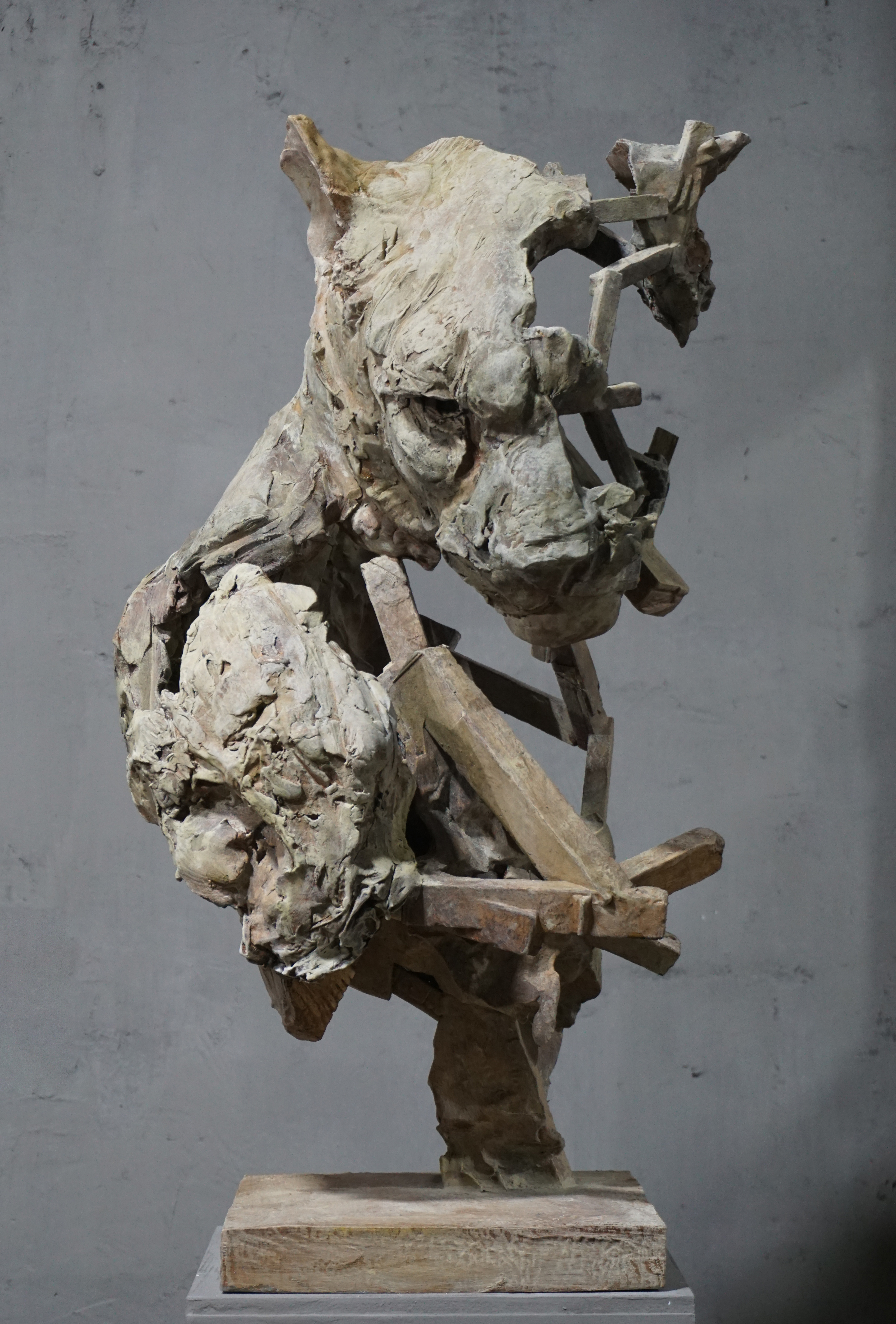
"Head of a Panther Linea Contemporanea" brons door Patrick Villas in een editie van 8 + 4 EA (2024)

Patrick Villas (Antwerpen, 1961) is een Belgische kunstschilder en beeldhouwer.
Na zijn opleiding begon Patrick Villas zijn artistieke carrière als schilder en later ook als beeldhouwer met tentoonstellingen in binnen- en buitenland. Zijn openbare opdrachten omvatten onder andere een levensgrote jaguar voor de Zoo van Antwerpen, een levensgrote tijger voor Cologny, een monumentale panterkop voor de Fondation Matmut pour l'Art, een groep lopende honden voor het departement van de Orne (Normandië, Frankrijk) en een fontein voor het Franse dorp Robécourt.
Schrijver en dichter Marc Pairon schrijft over Villas: "Patrick Villas (°1961) is inmiddels de meest toonaangevende Belgische dierenbeeldhouwer van zijn generatie. Zijn oeuvre kenmerkt zich door een permanente zoektocht naar het scheppen van suggererende beelden, zonder ambachtelijke realiteit. Het zijn als het ware studies de grenzen van het anatomische op te heffen, met behoud van de oorspronkelijke souplesse.
Het nieuwe werk van Villas luidt andermaal een volgende fase van dat kunnen in. De beeldhouwwerken zijn nog hooguit de resultaten van de handelingen. Gebaren die uit zijn ziel glijden, als een performance. Het overtollige maakt plaats voor het vanzelfsprekende. Hij laat de geaardheid van de katachtige zien. Hun karakter, de innerlijke merken, het instinctieve van hun gemoed. Zo krijgt elk dier zijn unieke signatuur, niet meer te herkennen aan de huid van soortgenoten."
In 2022 schreef Marc Pairon een lijvig kunstboek over Patrick Villas, getiteld "The Broken Bowl". Deze titel verwees naar de geëngageerdheid van de kunstenaar die via een aantal monumenten sociaal-maatschappelijke problemen aankaart, voornamelijk alle vormen van dierenleed en de zelfdestructie van de mensheid. Dit kunstboek werd eind 2022 uitgegeven door de Charles Catteau Foundation.
Villas exposeert sinds eind jaren '90 overal in Europa en kreeg o.a. een grote solotentoonstelling in de Centre d'Art Contemporain de la Matmut, in St.Pierre-de-Varengeville (nabij Rouen) in 2016 en een openlucht tentoonstelling van monumentale stukken in de stad Compiègne in Frankrijk in 2017 en in Bagnoles de l'Orne in 2020. In 2022 kreeg hij een retrospectieve tentoonstelling in de Centre Culturel F. Mitterrand in Neufchâteau en tegelijkertijd een openlucht tentoonstelling van monumentale stukken in de stad. Ook in Megève (FR) werd er een openlucht tentoonstelling van monumentale stukken georganiseerd. Zijn werken werden gepresenteerd op internationale beurzen zoals Tefaf in Maastricht, Masterpiece in Londen en PAD in Parijs. In 2023 is er een retrospectieve tentoonstelling gepland in het Musée Pompon in Saulieu (FR).
In 2025 werd Villas geselecteerd voor The Ark, de zomertentoonstelling van The Church in Sag Harbor, New York, gecureerd door Eric Fischl. De tentoonstelling bestaat uit dierensculpturen van meer dan 40 internationale kunstenaars en onderzoekt de relatie van de mens met dieren, de natuur en het innerlijke zelf. Andere deelnemende kunstenaars zijn onder meer Louise Bourgeois, Kiki Smith, Maurizio Cattelan, Bruce Nauman en William Kentridge.

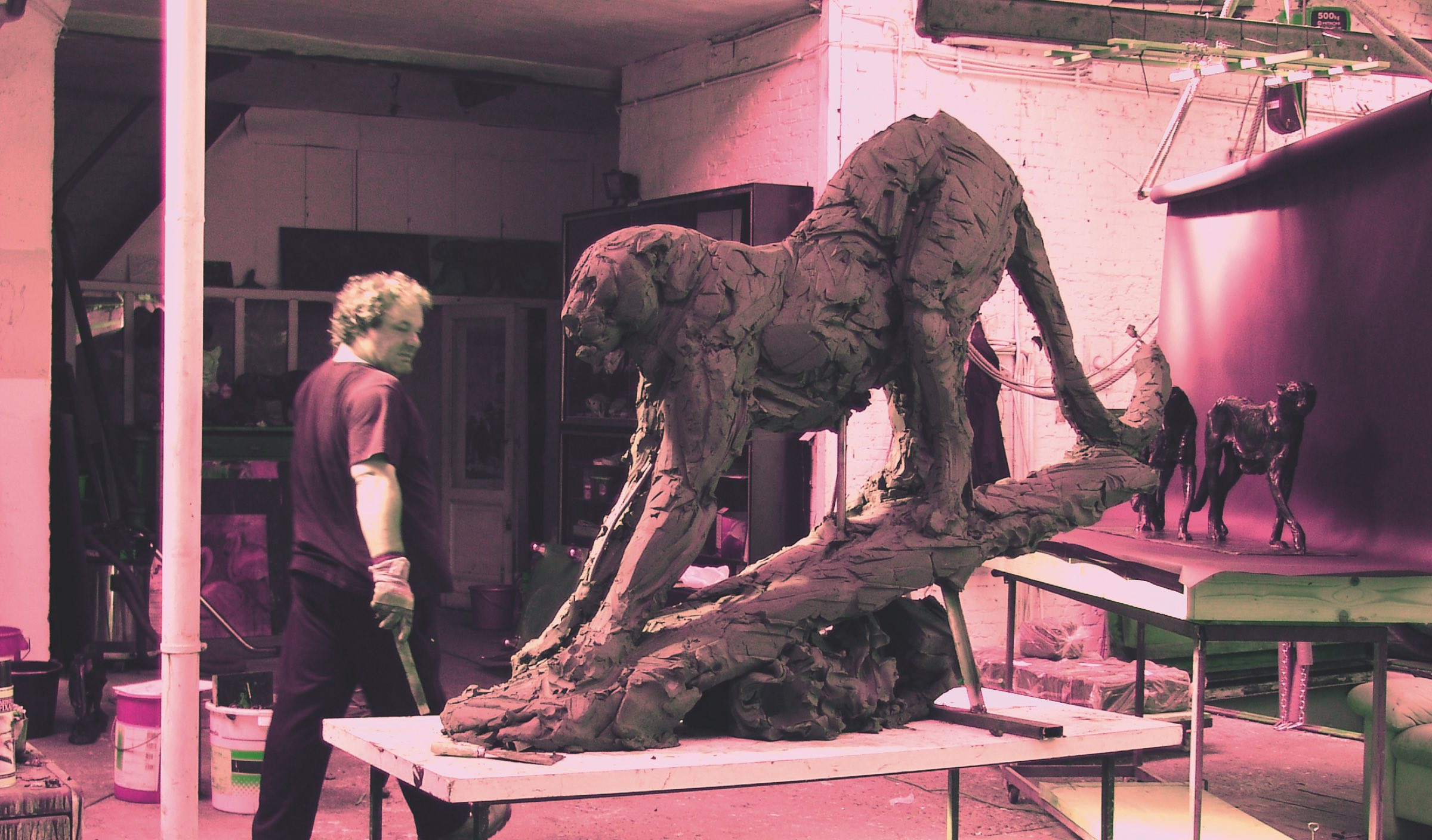
Patrick Villas in zijn atelier in Antwerpen, 2005.

## Projecten (selectie)

### 1991 Oprichter van Art-Prom vzw
Art-Prom vzw stelde zich als doel het culturele leven in België te bevorderen - meer bepaald door het organiseren van culturele manifestaties die zich toespitsten op de beeldende kunsten (alle disciplines). In het kader van deze doelstelling werd op Antwerpen Zuid drie jaar achter elkaar, in 1993, 1994 en 1995, [Open Atelier] georganiseerd. Open Atelier verliep in samenwerking met Jan van Broeckhoven, toenmalig voorzitter Culturele Raad Stad Antwerpen en werd geofficialiseerd door burgemeester Leona Detiège in 1995.

### 1993 Mede-oprichter van Salon d'Artistes
Vanuit het Open Atelier-principe ontwikkelde zich [Salon d'Artistes][dode link] in 1994 en 1995. Salon d'Artistes wilde de basis van de kunstpiramide vergroten, en een aanvulling bieden op het geofficialiseerde en gerenommeerde kunstcircuit. Salon d'Artistes bracht het publiek rechtstreeks in contact met de maker van het kunstwerk. Beide salons gingen door in de Mechelse Nekkerhal en trokken meer dan 20.000 bezoekers. De oppervlakte van het project bedroeg 13.200m² en werd voorzien van standenbouw. Veertig eilanden van vijf standen boden plaats aan 200 kunstenaars. Ter gelegenheid van Salon d'Artistes werden een catalogus en een cd-rom uitgegeven.

### 1995 Mede-oprichter van Digital @rt Labyrinth
Virtualiteit, interactiviteit, multimedia, cyber-art, begrippen die voor 1995 enkel gebruikt werden door enkele zieners met een verlichte geest... vandaag zijn de termen niet meer weg te branden uit de moderne gedachtestromen. Deze begrippen werden omgezet in realiteit op het Digital @rt Labyrinth. De bezoeker kon er kennismaken met multimedia, virtual reality, computer animation, digital prints, cd-i, internet, hard- and software, online performances, digital artists & groups, ... In samenwerking met [Hugo Heyrman], schilder en mediakunstenaar, professor aan het departement Nationaal Hoger Instituut voor Schone Kunsten Antwerpen . Alsook in samenwerking met Silicon Graphics.

### 2010 Art Bollart
Tussen 2008 en 2012 lanceerde Patrick Villas het kunstproject Art Bollart, waarin hij en verschillende internationaal bekende kunstenaars en designers hun eigen invulling gaven aan de Antwerpse meerpaal. Het woord bollart was een aanpassing van het woord "bollard" (meerpaal) en "art". Piet Stockmans, Nedda El-Asmar, Dr. Hugo Heyrman, Christine Conix en Marc Pairon creëerden elk hun eigen bollart. Deze werden tentoongesteld op het Belgisch Paviljoen op de Wereldtentoonstelling in Shanghai (China) en op de Boeienweide in Antwerpen (Linkeroever).
- Gemeinsame Normdatei: 111408395X
- RKD-Nederlands Instituut voor Kunstgeschiedenis: 308529
- Système universitaire de documentation: 196803446
- Virtual International Authority File: 1231147484229749360002
- WorldCat: E39PBJxd3PpK84yV9jBJQ8qmh3